# European Film Awards per il miglior cortometraggio
L'European Film Awards per il miglior cortometraggio viene assegnato al miglior cortometraggio dell'anno dalla European Film Academy.

## Vincitori e candidati
L'elenco mostra il vincitore di ogni anno, seguito dai cortometraggi che hanno ricevuto una candidatura. Per ogni cortometraggio viene indicato il titolo italiano e titolo originale tra parentesi, regista e nazione.

### 1990
- 1998
  - Un jour, regia di Marie Paccou (Francia)
- 1999
  - Benvenuto a San Salvario, regia di Enrico Verra
  - La différence, regia di Rita King
  - Senhor Jerónimo, regia di Inês de Medeiros
  - Vacancy, regia di Matthias Müller
  - Wanted, regia di Milla Moilanen

### 2000
- 2000
  - A Mi gólyánk, regia di Lívia Gyarmathy
  - Ferment, regia di Tim MacMillan
  - I nie opuszcze cie az do smierci, regia di Maciej Adamek
  - Kovat miehet, regia di Maarit Lalli
  - De Zone, regia di Ben van Lieshout
- 2001
  - Je t'aime John Wayne, regia di Toby MacDonald
  - Better or Worse?, regia di Jocelyn Cammack
  - Lo básico, regia di José García Hernández
  - Copy Shop, regia di Virgil Widrich
  - Corpo e Meio, regia di Sandro Aguilar
  - Freunde), regia di Jan Krüger
  - Kuppet, regia di Dennis Petersen e Frederik Meldal Nørgaard
  - Meska sprawa, regia di Slawomir Fabicki
  - Peau de vache, regia di Gérald Hustache-Mathieu
  - Svitjod 2000+, regia di Mårten Nilsson e David Flamholc
  - Å se en båt med seil, regia di Anja Breien
- 2002
  - 10 minuta, regia di Ahmed Imamovic
  - Bror min, regia di Jens Jønsson
  - Ce vieux rêve qui bouge, regia di Alain Guiraudie
  - Kalózok szeretöje, regia di Zsofia Péterffy
  - Kuvastin, regia di Tatu Pohjavirta
  - Mi-temps, regia di Mathias Gokalp
  - Muno, regia di Bouli Lanners
  - Nouvelle de la tour L, regia di Samuel Benchetrit
  - Nuit de noces, regia di Olga Baillif
  - Procter, regia di Joachim Trier
  - Relativity, regia di Virginia Heath
- 2003
  - A)Torzija, regia di Stefan Arsenijevic
  - At Dawning, regia di Martin Jones
  - La chanson-chanson, regia di Xavier Diskeuve
  - Kraj urodzenia, regia di Jacek Blawut
  - Mamaman, regia di Iao Lethem
  - My zhivem na krai, regia di Victor Asliuk
  - Le portefeuille, regia di Vincent Bierrewaerts
  - Redd barna, regia di Terje Rangnes
  - Små skred, regia di Birgitte Stærmose
  - The Trumouse Show, regia di Julio Robledo
  - Une étreinte, regia di Eskil Vogt
  - Velikan, regia di Alexander Kott
- 2004
  - J'attendrai le suivant..., regia di Philippe Orreindy
  - Les voleurs de cartes, regia di Vincent Patar e Stéphane Aubier
  - 7:35 de la mañana, regia di Nacho Vigalondo
  - Alt i alt, regia di Torbjørn Skårild
  - Les baisers des autres, regia di Carine Tardieu
  - Fender Bender, regia di Daniel Elliott
  - Goodbye, regia di Steve Hudson
  - Ich und das Universum, regia di Hajo Schomerus
  - Love Me or Leave Me Alone, regia di Duane Hopkins
  - La nariz de Cleopatra, regia di Richard Jordan
  - Poveste la scara 'C', regia di Cristian Nemescu
  - Un cartus de kent si un pachet de cafea, regia di Cristi Puiu
- 2005
  - Undressing My Mother, regia di Ken Wardrop
  - A Serpente, regia di Sandro Aguilar
  - Bawke, regia di Hisham Zaman
  - Butterflies, regia di Max Jacoby
  - Flatlife, regia di Jonas Geirnaert
  - Hoi Maya, regia di Claudia Lorenz
  - Little Terrorist, regia di Ashvin Kumar
  - Minotauromaquia, regia di Juan Pablo Etcheverry
  - Prva plata, regia di Alen Drljevic
  - Rain Is Falling, regia di Holger Ernst
  - Randevé, regia di Ferenc Cakó
  - Scen nr: 6882 ur mitt liv, regia di Ruben Östlund
  - Toz, regia di Fatih Kizilgok
- 2006
  - Before Dawn, regia di Bálint Kenyeres
  - Aldrig som första gången!, regia di Jonas Odell
  - By the Kiss, regia di Yann Gonzalez
  - El cerco, regia di Ricardo Íscar e Nacho Martín
  - Comme un air, regia di Yohann Gloaguen
  - Delivery, regia di Till Nowak
  - For intérieur, regia di Patrick Poubel
  - The Making of Parts, regia di Daniel Elliott
  - Meander, regia di Joke Liberge
  - Pistache, regia di Valérie Pirson
  - Sniffer, regia di Bobbie Peers
  - Sretan put Nedime, regia di Marko Santic
  - Vincent, regia di Giulio Ricciarelli
  - Zakaria, regia di Gianluca e Massimiliano De Serio
- 2007
  - Alumbramiento, regia di Eduardo Chapero-Jackson
  - Adjustment, regia di Ian Mackinnon
  - Amin, regia di David Dusa
  - Dad, regia di Daniel Mulloy
  - Dreams and Desires: Family Ties, regia di Joanna Quinn
  - Le dîner, regia di Cécile Vernant
  - Kwiz, regia di Renaud Callebaut
  - Plot Point, regia di Nicolas Provost
  - Rotten Apple, regia di Ralitza Petrova
  - Salvador (Historia de un milagro cotidiano), regia di Abdelatif Hwidar
  - Soft, regia di Simon Ellis
  - Tokyo Jim, regia di Jamie Rafn
  - Tommy, regia di Ole Giæver
- 2008
  - Frankie, regia di Darren Thornton
  - The Apology Line, regia di James Lees
  - Joy, regia di Christine Molloy
  - Love You More, regia di Sam Taylor Wood
  - De Onbaatzuchtigen, regia di Koen Dejaegher
  - The Pearce Sisters, regia di Luis Cook
  - Procrastination), regia di Johnny Kelly
  - Raak, regia di Hanro Smitsman
  - Smáfuglar, regia di Rúnar Rúnarsson
  - Time is Running Out, regia di Marc Reisbig
  - Tolerantia, regia di Ivan Ramadan
  - Türelem, regia di László Nemes
  - Uguns, regia di Laila Pakalnina
  - Un bisou pour le monde, regia di Cyril Paris
- 2009
  - Poste Restante, regia di Marcel Lozinski (Polonia)
  - Swimming Lesson, regia di Danny de Vent (Belgio)
  - 14, regia di Asitha Ameresekere (Regno Unito)
  - Tile M for Murder, regia di Magnus Holmgren (Svezia)
  - Was Bleibt, regia di David Nawrath (Germania)
  - Dei Leiden des herren karpf. Der geburtstag, regia di Lola Randl (Germania)
  - The Glass Trap, regia di Pawel Ferdek (Polonia)
  - Between Dreams, regia di Iris Olsson (Francia/Russia/Finlandia)
  - Peter in radioland, regia di Johanna Wagner (Regno Unito)
  - Renovare, regia di Paul Negoescu (Germania/Romania)
  - The Herd, regia di Ken Wardrop (Irlanda)
  - Sinner, regia di Meni Philip (Israele)
  - Good Night, regia di Valéry Rosier (Belgio/Francia)

### 2010
- 2010
  - Hanoi - Warszawa, regia di Katarzyna Klimkiewicz (Polonia)
  - Amor, regia di Thomas Wangsmo (Norvegia)
  - Ampelmann, regia di Giulio Ricciarelli (Germania)
  - Les ecargots de Joseph, regia di Sophie Roze (Francia)
  - Blif bij me, weg, regia di Paloma Aguilera Valdebenito (Paesi Bassi)
  - Ønskebørn, regia di Birgitte Stærmose (Danimarca)
  - Venus vs Me, regia di Nathalie Teirlinck (Belgio)
  - Lumikko, regia di Miia Tervo (Finlandia)
  - Tussilago, regia di Jonas Odell (Svezia)
  - María's Way, regia di Anne Milne (Regno Unito/Spagna)
  - Talleres clandestinos, regia di Catalina Molina (Austria/Argentina)
  - Rendez-vous à Stella-Plage, regia di Shalimar Preuss (Francia)
  - Diarchia, regia di Ferdinando Cito Filomarino (Italia/Francia)
  - The External World, regia di David O'Reilly (Germania)
  - Itt vagyok, regia di Bálint Szimler (Ungheria)
- 2011
  - The Wholly Family, regia di Terry Gilliam (Italia)
  - Berik, regia di Daniel Joseph Borgman (Danimarca)
  - Derby, regia di Paul Negoescu (Romania)
  - Frozen Stories, regia di Grzegorz Jaroszuk (Polonia)
  - La gran carrera, regia di Kote Camacho (Spagna)
  - Hypercrisis, regia di Josef Dabernig (Austria)
  - Händelse Vid Bank, regia di Ruben Östlund (Svezia)
  - Jessi, regia di Mariejosephin Schneider (Germania)
  - Små barn, stora ord, regia di Lisa James Larsson (Svezia)
  - Tse, regia di Roee Rosen (Israele)
  - Paparazzi, regia di Piotr Bernaś (Polonia)
  - Apele Tac, regia di Anca Miruna Lăzărescu (Germania/Romania)
  - Dimanches, regia di Valéry Rosier (Belgio)
  - Återfödelsen, regia di Hugo Lilja (Svezia)
  - I lupi, regia di Alberto De Michele (Italia/Paesi Bassi)
- 2012
  - Superman, Spiderman Sau Batman, regia di Tudor Giurgiu (Romania)
  - Demain, ça sera bien, regia di Pauline Gay (Francia)
  - Two Hearts, regia di Darren Thornton (Irlanda)
  - Miten Marjoja Poimitaan, regia di Elina Talvensaari (Finlandia)
  - L'ambassadeur et moi, regia di Jan Czarlewski (Svizzera)
  - Im Freien, regia di Albert Sackl (Austria)
  - Vilaine fille mauvais garçon, regia di Justine Triet (Francia)
  - Csicska, regia di Attila Till (Ungheria)
  - Villa Antropoff, regia di Vladimir Leschiov e Kaspar Jancis (Lettonia/Estonia)
  - Sessiz / Bé Deng, regia di L. Rezan Yeşilbaş (Turchia)
  - Manhã de Santo António, regia di João Pedro Rodrigues (Portogallo)
  - Back Of Beyond, regia di Michael Lennox (Regno Unito)
  - Titloi Telous, regia di Yorgos Zois (Grecia)
  - Einspruch Vi, regia di Rolando Colla (Svizzera)
- 2013
  - Dood van een schaduw, regia di Tom Van Avermaet (Francia/Belgio)
  - La lampe au beurre de yak, regia di Hu Wei (Francia/Cina)
  - Cut, regia di Christoph Girardet e Matthias Müller (Germania)
  - Houses with Small WIndows, regia di Bülent Öztürk (Belgio)
  - Skok, regia di Petar Valchanov e Kristina Grozeva (Bulgaria)
  - Letter, regia di Sergei Loznitsa (Russia/Paesi Bassi)
  - Morning, regia di Cathy Brady (Irlanda/Regno Unito)
  - Misterio, regia di Chema García Ibarra (Spagna)
  - Yaderni wydhody, regia di Myroslav Slaboshpytskiy (Ucraina)
  - Orbit Ever After, regia di Jamie Stone (Regno Unito)
  - A Story for the Modlins, regia di Sergio Oksman (Spagna)
  - Sonntag 3, regia di Jochen Kuhn (Germania)
  - Though I Know the River Is Dry, regia di Omar Robert Hamilton (Palestina/Egitto/Regno Unito/Qatar)
  - As ondas, regia di Miguel Fonseca (Portogallo)
  - Zima, regia di Cristina Picchi (Russia)
- 2014
  - Panique au village : la bûche de Noël, regia di Vincent Patar e Stéphane Aubier (Belgio/Francia)
  - Daiy Bread, regia di Idan Hubel (Israele)
  - Dinola, regia di Mariam Khatchvani (Georgia)
  - Hätäkutsu, regia di Hannes Vartiainen e Pekka Veikkolainen (Finlandia)
  - Pequeño bloque de cemento con pelo alborotado conteniendo el mar, regia di Jorge Lopez Navarette (Spagna)
  - Pride, regia di Pavel Vesnakov (Bulgaria)
  - Shipwreck, regia di Morgan Knibbe (Paesi Bassi)
  - Ich hab noch Auferstehung, regia di Jan-Gerrit Seyler (Germania)
  - Lato 2014, regia di Wojciech Sobczyk (Polonia)
  - Taprobana, regia di Gabriel Abrantes (Portogallo)
  - The Chicken, regia di Una Gunjak (Germania)
  - The Chimera of M., regia di Sebastian Buerkner | (Regno Unito)
  - The Missing Scarf, regia di Eoin Duffy (Irlanda)
  - Fal, regia di Simon Szabó (Ungheria)
  - Hvalfjörður, regia di Guðmundur Arnar Guðmundsson (Islanda)
- 2015
  - Piknik, regia di Jure Pavlović (Croazia)
  - Dissonance, regia di Till Nowak (Germania)
  - E.T.E.R.N.I.T., regia di Giovanni Aloi (Francia)
  - Field Study, regia di Eva Weber (Regno Unito)
  - Kung Fury, regia di David F. Sandberg (Svezia)
  - Kuuntele, regia di Hamy Ramezan e Rungano Nyoni (Danimarca/Finlandia)
  - Naše Telo, regia di Dane Komljen (Serbia/Bosnia ed Erzegovina)
  - Over, regia di Jörn Threlfall (Regno Unito)
  - El corredor, regia di José Luis Montesinos (Spagna)
  - Smile, And The World Will Smile Back, regia di Yoav Gross, Ehab Tarabieh e the al-Haddad family (Israele/Palestina)
  - Fils du loup, regia di Lola Quivoron (Francia)
  - Symbolic Threats, regia di Mischa Leinkauf, Lutz Henke e Matthias Wermke (Germania)
  - This Place We Call Our Home, regia di Thora Lorentzen e Sybilla Tuxen (Danimarca)
  - Çevirmen, regia di Emre Kayiş (Regno Unito/Turchia)
  - Washingtonia, regia di Konstantina Kotzamani (Grecia)
- 2016
  - 9 Days From My Window in Aleppo, regia di Issa Touma, Thomas Vroege e Floor van der Meulen (Paesi Bassi)
  - 90 grad nord, regia di Detsky Graffam (Paesi BassiGermania)
  - A Man Returned, regia di Mahdi Fleifel (Regno Unito/Danimarca/Paesi Bassi)
  - Amalimbo, regia di Juan Pablo Libossart (Svezia/Estonia)
  - Edmond, regia di Nina Gantz (Regno Unito)
  - Home, regia di Daniel Mulloy (Kosovo/Regno Unito)
  - Yo no soy de aquì, regia di Maite Alberdi e Giedrė Žickytė (Danimarca/Cile/Lituania)
  - In The Distance, regia di Florian Grolig (Germania)
  - Limbo, regia di Konstantina Kotzamani (Francia/Grecia)
  - Shooting star, regia di Lyubo Yonchev  (Bulgaria/Italia)
  - Small Talk, regia di Even Hafnor e Lisa Brooke Hansen (Norvegia)
  - L'immense retour (Romance), regia di Manon Coubia  (Francia/Belgio)
  - El adios, regia di Clara Roquet (Spagna)
  - Le mur, regia di Samuel Lampaert (Belgio)
  - Tout le monde aime le bord de la mer, regia di Keina Espiñeira (Spagna)
- 2017
  - Turno di notte (Timecode), regia di Juanjo Giménez Peña (Spagna)
  - Copa-Loca, regia di Christos Massalas (Grecia)
  - En la boca, regia di Matteo Gariglio (Svizzera/Argentina)
  - Fight on a Swedish Beach!!, regia di Simon Vahlne (Svezia)
  - Gros chagrin, regia di Céline Devaux (Francia)
  - Hevêrk, regia di Ruken Tekes (Turchia)
  - Information Skies, regia di Daniel van der Velden e Vinca Kruk (Paesi Bassi/Corea del Sud)
  - Jeunes hommes à la fenêtre, regia di Loukianos Moshonas (Francia)
  - Los desheredados, regia di Laura Ferrés (Spagna)
  - Love, regia di Réka Bucsi (Ungheria/Francia)
  - Os humores artificiais, regia di Gabriel Abrantes (Portogallo)
  - Scris/Nescris, regia di Adrian Silisteanu (Romania)
  - The Party, regia di Andrea Harkin (Irlanda)
  - Ugly, regia di Leron Lee (Germania)
  - Wannabe, regia di Matthew Manson (Austria/Germania)
- 2018
  - Gli anni, regia di Sara Fgaier (Italia/Francia)
  - Aquaparque, regia di Ana Moreira (Portogallo)
  - Burkina Brandenburg Komplex, regia di Ulu Braun (Germania)
  - Kontener, regia di Sebastian Lang (Germania)
  - Graduation `97, regia di Pavlo Ostrikov (Ucraina)
  - I Signed The Petition, regia di Mahdi Fleifel (Regno Unito/Germania/Svizzera)
  - Kapitalistis, regia di Pablo Muñoz Gomezv (Belgio/Francia)
  - Meryem, regia di Reber Doskyv (Paesi Bassi)
  - Prisoner Of Society, regia di Rati Tsiteladze (Georgia/Lettonia)
  - Lâchez les chiens, regia di Manue Fleytoux (Francia/Belgio)
  - Cpam, regia di Petar Krumovv (Bulgaria)
  - L'échapée, regia di Laëtitia Martinoniv (Francia)
  - Los que desean, regia di Elena López Riera (Svizzera/Spagna)
  - What's The Damage, regia di Heather Phillipsonv (Regno Unito)
  - Wildebeest, regia di Nicolas Keppens e Matthias Phlipsv (Belgio)
- 2019
  - Cadoul de Crăciun, regia di Bogdan Mureşanu ( Romania/ Spagna)
  - Cães que ladram aos pássaros, regia di Leonor Teles ( Portogallo)
  - Rekonstrukce, regia di Jiří Havlíček e Ondřej Novák ( Rep. Ceca)
  - Les extraordinaires mésaventures de la jeune fille de pierre, regia di Gabriel Abrantes ( Francia/ Portogallo)
  - Suc de síndria, regia di Irene Moray ( Spagna)

### 2020
- 2020
  - Nachts sind alle Katzen grau, regia di Lasse Linder (Svizzera)
  - Genius Loci, regia di Adrien Merigeau (Francia)
  - Past Perfect, regia di Jorge Jácome (Portogallo)
  - Sun Dog, regia di Dorian Jespers (Belgio/Russia)
  - Tio Tomás, A Contabilidade Dos Dias, regia di Regina Pessoa (Portogallo/Francia/Canada)
- 2021
  - Nanu Tudor, regia di Olga Lucovnicova (Ungheria, Portogallo/ Belgio/Moldavia)
  - Bella, regia di Thelyia Petraki (Grecia)
  - Pa vend, regia di Samir Karahoda (Kosovo)
  - Easter Eggs (On Good Friday), regia di Nicolas Keppens (Belgio/Francia/Paesi Bassi)
  - In Flow of Words, regia di Eliane Esther Bots (Paesi Bassi)
- 2022
  - Babičino seksualno življenje, regia di Urška Djukič e Émilie Pigeard (Slovenia/Francia)
  - Ice Merchants, regia di João Gonzalez (Portogallo/Francia/Regno Unito)
  - Love, Dad, regia di Diana Cam Van Nguyen (Repubblica Ceca/Slovacchia)
  - Techno, Mama, regia di Saulius Baradinskas (Lituania)
  - Will My Parents Come to See Me, regia di Mo Harawe (Austria/Germania/Somalia)
- 2023
  - Hardly Working, regia di Susanna Flock, Robin Klengel, Leonhard Müllner e Michael Stumpf (Austria)
  - 27, regia di Flóra Anna Buda (Ungheria)
  - Aqueronte, regia di Manuel Muñoz Rivas (Spagna)
  - La herida luminosa, regia di Christian Avilés (Spagna)
  - Flores del otro patio, regia di Jorge Cadena (Colombia/Svizzera)
- 2024
  - Čovjek koji nije mogao šutjeti, regia di Nebojša Slijepčević ·  Croazia ·  Francia ·  Bulgaria ·  Slovenia
  - 2720, regia di Basil da Cunha ·  Portogallo ·  Svizzera
  - Clamor, regia di Salomé Da Souza ·  Francia
  - The Exploding Girl, regia di Caroline Poggi e Jonathan Vinel ·  Francia
  - Wander to Wonder, regia di Nina Gantz ·  Paesi Bassi ·  Francia ·  Belgio ·  Regno Unito